# Oxyharma pulchra
Oxyharma pulchra är en stekelart som först beskrevs av Girault och Alan Parkhurst Dodd 1915.  Oxyharma pulchra ingår i släktet Oxyharma och familjen puppglanssteklar. Inga underarter finns listade i Catalogue of Life.